# 杜维尔·里亚斯科斯
杜维尔·里亚斯科斯（Duvier Riascos，1986年6月26日—）是哥伦比亚职业足球运动员，司职前锋，效力中超联赛上海申花时曾经夺得联赛最佳射手和最佳球员两项殊荣。2018年再次回到中超效力大連一方。

## 职业生涯
里亚斯科斯18岁即从国内著名劲旅卡利美洲的青年队进入一线队，之后多年被球队租借在其它球队。2008年曾经随梅里达大学生打进委内瑞拉杯决赛，并以5个进球获得杯赛最佳射手的称号。
2010年1月，中超上海申花对里亚斯科斯表示出兴趣，但是由于其所属俱乐部梅里达大学生开价过高而几乎放弃，与此同时他被租借至哥伦比亚卫冕春季联赛冠军卡尔达斯十一人。但是不久后里亚斯科斯即来到上海试训，由于之前的宣传而被媒体称为一块“宝”。2月1日，上海申花以50万美元的费用租借里亚斯科斯一年。
里亚斯科斯在中超联赛上展现了出色的突破和得分能力，他的首个进球出现在2010年4月3日，联赛第二轮上海申花客场对阵南昌八一的比赛中攻入制胜一球帮助球队2-1取得胜利。随后里亚斯克斯逐步成为球队的头号得分手，赛季一共攻入20球，打破了申花队17年历史上球员单季进球纪录，并一举夺得了中超联赛最佳射手和最佳球员两项最高个人殊荣。
名声大噪的里亚斯科斯很快成为众多中国甚至日韩球队引援的目标，不过根据媒体报道上海申花由于在之前的租借合同中享有亚洲优先续约权，最终成功说服里亚斯科斯与俱乐部续约征战2011年的亚冠和中超联赛。2011年1月25日，上海申花续租里亚斯科斯半年。
2011年7月，里亚斯科斯合约期满，离开中国加盟墨西哥联赛普埃布拉，不过半年后又从拥有其合同权的亚美利加转会至蒂华纳。
2018年6月，大连一方官宣里亚斯科斯加盟球队，球迷普遍认同这是时任俱乐部话事人周军的功劳。里亚斯科斯加盟后没有立即获得首发位置，直至赛季结束共出场11次，其中首发9次。但就在仅有的11场比赛中，里亚斯科斯打入了3粒进球，送出了一次助攻。特别是联赛最后一轮对阵长春亚泰，这一场被大连球迷誉为“大连保卫战”的比赛第23分钟，盖坦开出任意球没有踢高，秦升迅速下地，以一个“以头抢地”的姿势将球救起，皮球高高弹起，由里亚斯科斯头球摆渡完成破门，帮助大连一方在主场完成领先。最终大连一方2-0战胜对手，成功保级。

## 荣誉
- 委内瑞拉杯最佳射手：2008
- 中国足球先生：2010
- 中国足球超级联赛最佳射手：2010